# Coppa Svizzera 1936-1937
La Coppa Svizzera 1936-1937 è stata la 12ª edizione della manifestazione calcistica. È iniziata nell'agosto 1936 e si è conclusa il 29 marzo 1937. Questa edizione della coppa vide la vittoria finale del Grasshoppers.

## Regolamento
Turni ad eliminazione diretta in gara unica. In caso di paritá al termine dei tempi supplementari, la partita veniva ripetuta a campo invertito.

### Trentaduesimi di finale
| Squadra 1                     | Risultato      | Squadra 2              |
| ----------------------------- | -------------- | ---------------------- |
| 4 ottobre 1936                |                |                        |
| Aurore Bienne                 | 3 - 1          | Moutier                |
| Basilea                       | 1 - 3          | Concordia Basilea      |
| Bellinzona                    | 1 - 2          | Industrie Zurigo       |
| Berna                         | 0 - 3          | Young Boys             |
| Brühl                         | 1 - 2 (d.t.s.) | Blue Stars Zurigo      |
| Bienne                        | 5 - 0          | Victoria Berna         |
| Cantonal Neuchâtel            | 1 - 0          | Concordia Yverdon      |
| Grasshoppers                  | 10 - 0         | Seebach                |
| Grenchen                      | 2 - 1          | Porrentruy             |
| Olympia Basilea               | 6 - 0          | Wädenswil              |
| Länggasse Berna               | 1 - 5          | Olten                  |
| Langnau                       | 0 - 3          | Friburgo               |
| Lengnau                       | 0 - 2          | Old Boys Basilea       |
| Locarno                       | 4 - 1          | Nordstern              |
| Losanna                       | 8 - 0          | Fleurier               |
| Lucerna                       | 4 - 0          | Wohlen                 |
| Monthey                       | 3 - 0          | Chênois                |
| Oerlikon/Polizei              | 2 - 3          | Winterthur             |
| Phönix Seen                   | 0 - 7          | SCI Juventus Zurigo    |
| Richemond                     | 3 - 1          | La Tour-de-Peilz       |
| San Gallo                     | 1 - 2          | Sciaffusa              |
| Servette                      | 6 - 0          | Forward Morges         |
| Soletta                       | 1 - 4          | Aarau                  |
| Töss                          | 0 - 1          | Zurigo                 |
| Urania Ginevra                | 1 - 0          | Montreux-Sports        |
| Young Fellows                 | 4 - 0          | Kreuzlingen            |
| Zofingen                      | 2 - 0          | G.C.Luganesi           |
| Chiasso                       | 1 - 1 (d.t.s.) | Ballspielclub Zurigo   |
| Gloria-Sports Le Locle        | 1 - 1 (d.t.s.) | Étoile Carouge         |
| Vevey                         | 1 - 1 (d.t.s.) | La Chaux-de-Fonds      |
| 11 ottobre 1936               |                |                        |
| Lugano                        | 7 - 0          | Kickers Lucerna        |
| 25 ottobre 1936               |                |                        |
| Coira                         | 1 - 0          | Red Star Zurigo        |
| 25 ottobre 1936 (Ripetizioni) |                |                        |
| Ballspielclub Zurigo          | 0 - 2          | Chiasso                |
| Étoile Carouge                | 1 - 0          | Gloria-Sports Le Locle |
| La Chaux-de-Fonds             | 2 - 1          | Vevey                  |

### Sedicesimi di finale
| Squadra 1                     | Risultato      | Squadra 2          |
| ----------------------------- | -------------- | ------------------ |
| 1º novembre 1936              |                |                    |
| Aarau                         | 6 - 1          | Concordia Basilea  |
| Aurore Bienne                 | 2 - 4          | Servette           |
| Bienne                        | 4 - 3          | Lucerna            |
| Blue Stars Zurigo             | 1 - 5          | Lugano             |
| Coira                         | 2 - 3          | Locarno            |
| Grasshoppers                  | 10 - 0         | Chiasso            |
| SCI Juventus Zurigo           | 3 - 4          | Zurigo             |
| Losanna                       | 3 - 1          | Friburgo           |
| Old Boys Basilea              | 6 - 0          | Olten              |
| Olympia Basilea               | 0 - 4          | Grenchen           |
| Sciaffusa                     | 2 - 1          | Winterthur         |
| Urania Ginevra                | 4 - 1          | Étoile Carouge     |
| Young Boys                    | 5 - 1          | Zofingen           |
| Young Fellows                 | 4 - 0          | Industrie Zurigo   |
| La Chaux-de-Fonds             | 3 - 3 (d.t.s.) | Cantonal Neuchâtel |
| 8 novembre 1936               |                |                    |
| Richemond                     | 4 - 6          | Monthey            |
| 6 dicembre 1936 (ripetizione) |                |                    |
| Cantonal Neuchâtel            | 1 - 8          | La Chaux-de-Fonds  |

### Ottavi di finale
| Squadra 1        | Risultato | Squadra 2         |
| ---------------- | --------- | ----------------- |
| 6 dicembre 1936  |           |                   |
| Bienne           | 2 - 1     | Grenchen          |
| Lugano           | 3 - 2     | Locarno           |
| Monthey          | 0 - 1     | Losanna           |
| Old Boys Basilea | 2 - 1     | Aarau             |
| Sciaffusa        | 1 - 2     | Zurigo            |
| Servette         | 3 - 1     | Young Boys        |
| Young Fellows    | 2 - 3     | Grasshoppers      |
| 13 dicembre 1936 |           |                   |
| Urania Ginevra   | 0 - 1     | La Chaux-de-Fonds |

### Quarti di finale
| Squadra 1        | Risultato | Squadra 2         |
| ---------------- | --------- | ----------------- |
| 7 febbraio 1937  |           |                   |
| Bienne           | 2 - 0     | Zurigo            |
| Losanna          | 8 - 2     | La Chaux-de-Fonds |
| Old Boys Basilea | 1 - 10    | Grasshoppers      |
| Servette         | 2 - 1     | Lugano            |

### Semifinali
| Squadra 1     | Risultato | Squadra 2 |
| ------------- | --------- | --------- |
| 14 marzo 1937 |           |           |
| Grasshoppers  | 7 - 3     | Servette  |
| Bienne        | 2 - 5     | Losanna   |

### Finale
| Arbitro: | Wüthrich (Berna) |

|                                                                                           |            |                                                                                             |
| Wagner 3’, 24’ (rig.), 48’ Abegglen 49’, 64’, 65’, 81’ Rupf 53’, 60’, 76’                 | Marcatori  |                                                                                             |
| Huber Minelli Weiler II Springer Vernati Guttormsen Bickel Wagner Rupf Max Abegglen Vita. | Formazioni | Versträte A. Lehmann Stalder C. Lehmann Weiler Bichsel Stelzer Becic Jäggi Spagnoli Rochat. |
| Karl Rappan                                                                               | Allenatori | Robert Weiler                                                                               |

## Fonti e bibliografia
Giornali
- Gazzetta Ticinese, annate 1936 e 1937.
- L'Express, annate 1936 e 1937.
- L'Impartial, annate 1936 e 1937.
- Le Temps, annate 1936 e 1937.
- Tribune de Lausanne, annate 1936 e 1937.